# Разанаколона, Одон Мари Арсен
Одон Мари Арсен Разанаколона (фр. Odon Marie Arsène Razanakolona; род. 24 мая 1946, Фианаранцуа, Мадагаскар) — мадагаскарйский прелат. Епископ Амбандзы с 28 ноября 1998 по 7 декабря 2005. Архиепископ Антананариву с 7 декабря 2005 по 5 июня 2023. 